# Organoantimoonchemie
In de organoantimoonchemie worden verbindingen bestudeerd waarin een directe binding optreedt tussen koolstof en antimoon. Belangrijke oxidatietoestanden voor antimoon zijn Sb(V) en Sb(III). De giftigheid van antimoon vormt een belemmering voor de toepassing van de verbindingen in de organische chemie.

## Organoantimoon(V)chemie
De antimoonverbindingen van het type R5Sb (stiboranen of pentagesubstitueerde stibines genoemd) kunnen gesynthetiseerd worden uit driewaardige uitgangsstoffen:
{\displaystyle \mathrm {(C_{6}H_{5})_{3}Sb\ +\ Cl_{2}\longrightarrow \ (C_{6}H_{5})_{3}SbCl_{2}} }
gevolgd door reactie met fenyllithium:
{\displaystyle \mathrm {(C_{6}H_{5})_{3}SbCl_{2}\ +\ 2\ C_{6}H_{5}Li\longrightarrow \ (C_{6}H_{5})_{5}Sb\ +\ 2\ LiCl} }
Asymmetrische verbindingen kunnen verkregen worden via het stibonium-ion:
{\displaystyle \mathrm {R_{5}Sb\ +\ X_{2}\longrightarrow \ R_{4}Sb^{+}\ X^{-}\ +\ R{-}X} }
gevolgd door reactie met een Grignard-reagens:
{\displaystyle \mathrm {R_{4}Sb^{+}\ X^{-}\ +\ R'MgX\longrightarrow \ R_{4}R'Sb\ +\ MgX_{2}} }
Net als de verwante bismutverbindingen vormen organoantimoon(V)verbindingen makkelijk oniumverbindingen en complexen. Antimoon en bismut behoren tot dezelfde groep van het periodiek systeem.
Pentafenylantimoon ontleedt bij 200 °C tot trifenylstibaan en bifenyl. De structuur is een trigonale bipyramide. In het verwante pentamethylantimoon zijn alle methylprotonen zelfs bij −100 °C in proton-NMR equivalent. Verbindingen van het type R4SbX neigen sterk tot dimeervorming.

## Organoantimoon(III)chemie
In lijn met de naamgeving van de overeenkomstige stikstofverbindingen werd deze groep stoffen, verbindingen van het type R3Sb, meestal aangeduid als stibines. Volgens de huidige IUPAC-naamgeving dienen deze verbindingen als stibanen benoemd te worden.
De stibanen worden gesynthetiseerd op basis van antimoon(III)chloride en organolithiumverbindingen of Grignard-reagentia:
{\displaystyle \mathrm {SbCl_{3}\ +\ 3\ RLi\longrightarrow \ R_{3}Sb\ +\ 3\ LiCl} }
{\displaystyle \mathrm {SbCl_{3}\ +\ 3\ RMgCl\longrightarrow \ R_{3}Sb\ +\ 3\ MgCl_{2}} }
Typische reacties van deze groep verbindingen zijn:
{\displaystyle \mathrm {R_{3}Sb\ +\ Br_{2}\longrightarrow \ R_{3}SbBr_{2}} }
{\displaystyle \mathrm {2\ R_{3}Sb\ +\ O_{2}\longrightarrow \ 2\ R_{3}SbO} }
{\displaystyle \mathrm {R_{3}Sb\ +\ Na\ +\ NH_{3}\longrightarrow \ R_{2}SbNa} }
{\displaystyle {\ce {2R3Sb\ +\ B2H6\ \longrightarrow \ 2R_{3}Sb.BH3}}}
Stibanen zijn zwakke lewiszuren en complexen worden dan ook niet aangetroffen. Anderzijds zijn de verbindingen, net als die met de lichtere leden van de stikstofgroep (fosfor en arseen), goede liganden in de coördinatiechemie. R3Sb-verbindingen zijn gevoeliger voor lucht (hydrolyse en oxidatie) dan de overeenkomstige R5Sb-verbindingen.
Van antimoon is ook een metalloceen bekend.

## Organoantimoon(II)chemie
Formeel is antimoon in hydrazineachtige verbindingen tweewaardig. In deze distibines is een enkelvoudige binding aanwezig tussen twee antimoonatomen. Een aantal van deze verbindingen vertoont thermochromisme: zo is bijvoorbeeld tetramethyldistibine een kleurloos gas, maar bij afkoelen wordt het een gele vloeistof. Uiteindelijk ontstaat een rode vaste stof, net onder het smeltpunt van 18,5 °C, en ruim onder het smeltpunt wordt de vaste stof weer geel.

## Navigatie
Navigatie Koolstof-elementbinding